# Italy (Texas)
Pour les articles homonymes, voir Italy (homonymie).
La ville d’Italy (en anglais [ˈɪtli] ) est située dans le comté d’Ellis, dans l’État du Texas, aux États-Unis. Sa population s’élevait à 1 863 habitants lors du recensement de 2010, estimée à 1 937 habitants en 2018.

## Histoire
Italy a été fondée en 1879. Elle a été nommée par un habitant qui avait visité l’Italie.

## Démographie
| Groupe            | Italy | Texas | États-Unis |
| ----------------- | ----- | ----- | ---------- |
| Blancs            | 69,7  | 70,4  | 72,4       |
| Afro-Américains   | 18,0  | 11,9  | 12,6       |
| Autres            | 9,1   | 10,6  | 6,4        |
| Métis             | 2,4   | 2,7   | 2,9        |
| Amérindiens       | 0,6   | 0,7   | 0,9        |
| Asiatiques        | 0,2   | 3,8   | 4,8        |
| Total             | 100   | 100   | 100        |
|                   |       |       |            |
| Latino-Américains | 21,3  | 37,6  | 16,7       |

Selon l'American Community Survey, pour la période 2011-2015, 85,11 % de la population âgée de plus de 5 ans déclare parler l'anglais à la maison et 14,89 % l'espagnol.

## Climat
Selon la classification de Köppen, Italy a un climat climat subtropical humide, abrégé Cfa.

## Source
- (en) Cet article est partiellement ou en totalité issu de l’article de Wikipédia en anglais intitulé « Italy, Texas » (voir la liste des auteurs).

1. ↑  La prononciation est différente de celle du nom de l’Italie, [ˈɪtəli] en anglais.
2. ↑  Armond Moyer et Winifred Moyer, The origins of unusual place-names, Keystone Pub. Associates, 1958 (lire en ligne), p. 70
3. ↑  (en) « Population and Housing Unit Estimates », sur census.gov (consulté le 30 mai 2019)
4. ↑  (en) « Census of Population and Housing » [archive du 26 avril 2015], sur census.gov (consulté le 4 juin 2015)
5. ↑  (en) « Italy, TX Population - Census 2010 and 2000 », sur censusviewer.com.
6. ↑  (en) « Population of Texas - Census 2010 and 2000 », sur censusviewer.com.
7. ↑  (en) « Language spoken at home by ability to speak English for the population 5 years and over », sur data.census.gov.